# Grupo Libertas
O Grupo Libertas é um grupo de empresas portuguesas que actuam no setor imobiliário, na produção de energias renováveis e na agricultura biológica.
A sede do grupo é na Avenida da Liberdade, Lisboa. Tendo como núcleo accionista a família António Joaquim Gonçalves, as empresas do grupo actuaram, numa primeira fase, essencialmente em intervenções de urbanização. Hoje, a actividade enfoca operações urbanísticas de dimensão, que envolvam a promoção imobiliária, construção e reabilitação de edificado.
O Grupo Libertas aplica um Sistema de Gestão Ambiental certificado de acordo com a norma ISO 14001 pela TÜV Rheinland Portugal. Foi o primeiro promotor imobiliário português a implementar um Sistema de Gestão Ambiental de forma transversal a todo o processo de desenvolvimento dos seus projectos (fase de concepção, construção e manutenção) e à gestão de espaço de escritórios, com os seguintes critérios:
1. Desempenho Energético Passivo (concepção de arquitectura bioclimática)
2. Redução do Consumo de Electricidade
3. Redução do Consumo de outras Fontes de Energia / Uso de fontes de energia Renováveis
4. Redução do Consumo e Uso Eficiente da Água para Abastecimento doméstico e nos espaços comuns e exteriores
5. Acústica / Redução de Ruído
6. Controlo / Uso de soluções tecnológicas de optimização de consumos
7. Redução de Produção de resíduos / Gestão de Resíduos
8. Materiais / Prevalência de materiais reutilizáveis

O Grupo Libertas tem cerca de 20 anos de experiência no sector imobiliário, e opera, nomeadamente, em Portugal Continental. Detém cerca de 600.000 m2 de área de construção em carteira, no valor de cerca de 250 milhões de euros, repartidos pelas várias empresas que o integram.